# Azilia
Azilia es género monotípico de plantas pertenecientes a la familia Apiaceae. Su única especie Azilia eryngioides es endémica de Irán.

## Taxonomía
Dasoclema eryngioides fue descrita por (Pau) Hedge & Lamond y publicado en Flora Iranica : Flora des Iranischen Hochlandes und der Umrahmenden Gebirge : Persien, Afghanistan, Teile von West-Pakistan, Nord-Iraq, (cont) 162: 386, en el año 1987.